# Aglaja Brix
Aglaja Brix (Hamburg, 15 augustus 1990) is een Duitse actrice.

## Carrière
Ze maakte haar debuut op 8-jarige leeftijd in de Duitse misdaadserie Doppelter Einsatz, maar dat was slechts een gastrol. Haar bekendste rol is die van Vivien 'Vivi' Overbeeck in de Duitse kinderreeks Peperbollen, die ook op Ketnet en NPO Zapp te zien is geweest (nagesynchroniseerd). Ze speelde de rol van 1999 tot 2005. Ze is het enige personage van de eerste generatie die ook tot de tweede generatie behoorde in het programma.
Tegenwoordig woont ze in haar geboortestad, Hamburg.

## Filmografie
- 1999: Doppelter Einsatz - Die Todfreundin
- 1999–2005: Die Pfefferkörner (televisieserie, afleveringen 1–52)